# Neoitamus meridionalis
Neoitamus meridionalis är en tvåvingeart som först beskrevs av Frederick Wollaston Hutton 1901.  Neoitamus meridionalis ingår i släktet Neoitamus och familjen rovflugor. Inga underarter finns listade i Catalogue of Life.